# Leucastea atrimembris
Leucastea atrimembris es una especie de coleóptero de la familia Megalopodidae.

## Distribución geográfica
Habita en Eritrea.